# Permakultur

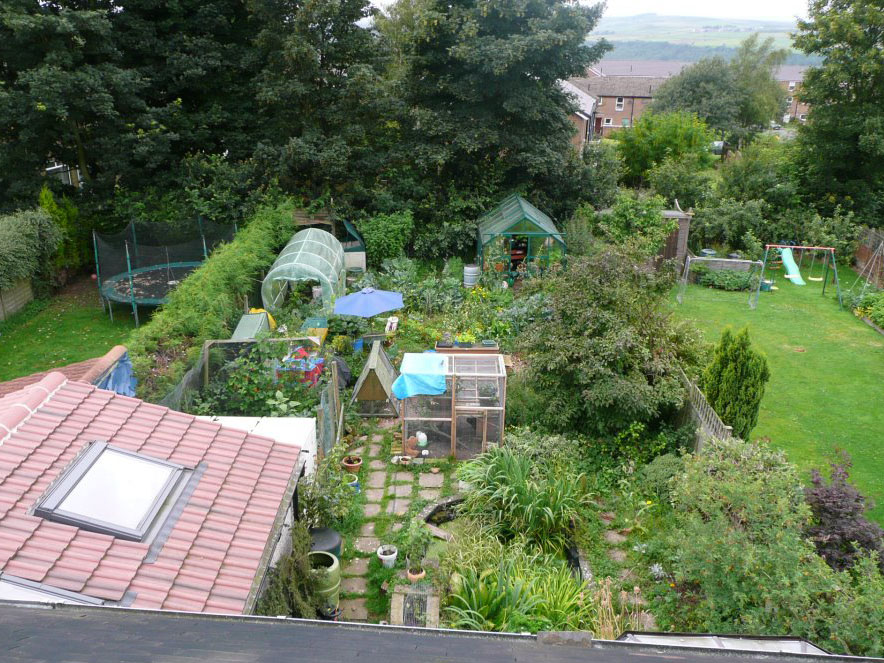
Ein Permakulturgarten am Stadtrand von Sheffield in England (2009)

Permakultur (von dem englischen Begriff „permanent (agri)culture“ abgeleitetes Kofferwort; deutsch: „dauerhafte Landwirtschaft“ oder „dauerhafte Kultivierung“) ist ein Konzept für Landwirtschaft und Gartenbau, das darauf basiert, Ökosysteme und Kreisläufe in der Natur zu beobachten und nachzuahmen.
Das Konzept entwarf in den 1970er Jahren der Australier Bill Mollison zusammen mit seinem Schüler David Holmgren. Für seine Arbeit erhielt er 1981 den Right Livelihood Award. Permakultur hat sich von einer landwirtschaftlichen Gestaltungsmethode zu einer ökologischen Lebensphilosophie und einer weltweiten Graswurzelbewegung entwickelt. Holmgren beschreibt die Permakultur als eine Kultur der nachhaltigen Lebensweise und Landnutzung. In Europa wird Permakultur in privaten Hausgärten ebenso wie auf mittelgroßen Bauernhöfen praktiziert.

## Geschichte
Mitte der 1970er Jahre entwickelten die beiden Australier Bill Mollison und David Holmgren Ideen zum Aufbau langfristig ertragreicher landwirtschaftlicher Systeme als nachhaltigen Gegenentwurf zum vorherrschenden industriellen Agrarsystem. Im Prinzip „entdeckten“ sie die Kreisläufe des in Europa bereits bekannten Biolandbaus für sich und ihren Kontinent neu. Sie beobachteten, dass die industrielle Landwirtschaft durch ihre Präferenz für Monokulturen und den massiven Einsatz von Pestiziden Böden und Wasser verschmutze, die Biodiversität reduziere und ehemals fruchtbaren Boden der Erosion ausliefere. Heute werden solche Beobachtungen weltweit bestätigt und die Zustände in der Agrarindustrie zunehmend kritisiert.
Wenn auch Mollison den Begriff „permaculture“ prägte, so hat sein Konzept doch Vorläufer. Den Terminus „permanent agriculture“ verwendete bereits 1911 der amerikanische Agrarwissenschaftler Franklin Hiram King in einem ähnliche Sinne, um die nachhaltigen Anbaumethoden in China, Korea und Japan zu beschreiben.
1978 veröffentlichte Mollison sein erstes Buch (Permaculture One). Drei Jahre später wurde er für die Erforschung und Beschreibung der Prinzipien dieser Form der naturnahen Landwirtschaft mit dem Right Livelihood Award ausgezeichnet.
Mollison und Holmgren erweiterten und verfeinerten ihre Gestaltungsprinzipien, indem sie diese in Hunderten von Projekten erprobten. Dabei wurde ihnen die Notwendigkeit der Einbeziehung sozialer Aspekte immer mehr bewusst. Aus dem ursprünglich landwirtschaftlichen Konzept wurde ein Denkansatz zur Gestaltung sozialer Siedlungsräume in Harmonie mit natürlich gewachsenen Habitaten im Sinne einer permanent culture. Mit der Zeit erfuhr permakulturelles Denken und Handeln über die weltweit vernetzten neueren sozialen Bewegungen Ausbreitung.
Inspirierend für die Permakultur war auch die amerikanische Quäkerin Ruth Stout (1884–1980), die auf ihrer Farm Poverty Hollow in Oregon eine Methode des Gärtnerns mit Mulch entdeckte, mit der das Umgraben des Bodens überflüssig wurde. Sie veröffentlichte ihre Erfahrungen in dem Buch How to have a Green Thumb without an Aching Back: A New Method of Mulch Gardening (1955). Die New York Times nannte sie „the high priestess of permanent mulch gardening“.
Unabhängig von Mollison/Holmgren beschrieb in Japan Masanobu Fukuoka ein ähnliches Landwirtschaftskonzept. Sein Naturverständnis beruhte auf einer zen-buddhistischen Philosophie. Bücher von Fukuoka, wie das 1978 ins Deutsche übersetzte Der große Weg hat kein Tor, gehören zu den Standardwerken der Permakultur-Bewegung.
2020 überführte Ville-Matias Heikkilä die Prinzipien auf Softwaredesign: Demnach sollen die Prinzipien des Permacomputing dem bisherigen Innovationsdrang nach immer leistungsfähigerer und energieintensiverer Soft- und Hardware, die zumeist nicht wiederverwendbar ist, vorbeugen.

## Konzept
Der zentrale Gedanke der Permakultur ist, energieintensive und umweltbelastende Industrietechnologien zu reduzieren oder zu ersetzen, insbesondere in der Landwirtschaft, durch Nutzung biologischer Ressourcen und mithilfe eines Designs, das natürlichen Ökosystemen nachempfunden ist. Um unabhängige, widerstandsfähige und gerecht verteilte Lebensräume zu schaffen, schlägt die Permakultur pragmatische methodologische Prinzipien vor, die auf wissenschaftlicher Ökologie, traditionellem Wissen indigener Völker, Beobachtung und Experimentieren beruhen. Permakulturell gestaltete Lebensräume werden als Systeme aufgefasst, in denen das Zusammenleben von Menschen, Tieren und Pflanzen so miteinander kombiniert wird, dass die Systeme zeitlich unbegrenzt funktionieren. Die Philosophie dahinter ist die Arbeit des Menschen mit der Natur und nicht gegen sie. Wie beim ökologischen Landbau wird auf Monokulturen und den Einsatz chemisch-synthetischer Dünger und Pestizide verzichtet. Durch Ansiedlung unterschiedlicher Pflanzen und Tiere soll die natürliche Artenvielfalt gefördert werden. Ziel einer permakulturellen Planung ist es ähnlich einer Kreislaufwirtschaft, durch geschlossene Stoffkreisläufe langfristig stabile Ökosysteme zu schaffen, die sich selbst erhalten und nur noch minimaler menschlicher Eingriffe bedürfen.
Nach Auffassung von Christian Rehmer, Leiter Agrarpolitik beim Umweltverband BUND, sei Permakultur „das naturnaheste System, Landwirtschaft zu betreiben“. Richtlinien und Siegel, die definieren, was „Permakultur“ ist, existieren in Deutschland im Vergleich zu Richtlinien für den Ökolandbau jedoch noch nicht.
Holmgren zufolge war die Permakultur zunächst als dauerhafte Landwirtschaft konzipiert, was aber heute als nachhaltige Kultur beschrieben würde. Die Permakultur hat sich, so Holmgren, zu einer Kultur der nachhaltigen Lebensweise und Landnutzung entwickelt. Diese Kultur bringe die zwei Seiten Konsum und Produktion zusammen.

## Ethische Grundsätze
Die Anwendung von Permakulturprinzipien hat von Beginn an zur Formulierung ethischer Grundgedanken geführt. Sie gelten als Richtschnur für Permakultur-Projekte, sei es ein Garten-, Landwirtschafts- oder Forstprojekt, sei es der Bau eines Hauses oder einer ganzen Siedlung.
Sie lassen sich in drei Grundsätze zusammenfassen:
- „Earthcare“ bedeutet Fürsorge für die Erde und das Leben darauf. Die Erde wird als die Quelle allen Lebens angesehen, die besonders geschützt werden muss.
- „Peoplecare“ bedeutet Fürsorge für die Menschen. Alle Menschen sollen das gleiche Recht auf Zugang zu den Lebensgrundlagen haben.
- „Fairshares“ meint gerechtes Teilen und begrenzten Verbrauch von Ressourcen wie Bodenschätzen, Wasser, Nahrung oder Energie.

## Leitsätze
Als eine nachhaltige Bewirtschaftungsform zielt Permakultur darauf ab, Erträge langfristig in ausreichender Höhe sicherzustellen und dabei den Arbeitsaufwand (Energieverbrauch) zu minimieren.
Permakultursysteme zeigen, wie sich Einzelne und Gemeinschaften mit einem geringen Ressourcen-, Platz- und Zeitaufwand und einem Verständnis für natürliche Kreisläufe weitgehend selbst versorgen können. Permakultur-Projekte nutzen dabei u. a. die Speicherung von Regenwasser und Sonnenenergie, verwenden sie effizient, verbessern die Bodenfruchtbarkeit und praktizieren eine naturnahe Abfallvermeidung, bei der der Output eines Systemelements als Input für die anderen genutzt wird.
Langfristig statt kurzfristig
Permakultur sieht sich ethisch verpflichtet, nachfolgenden Generationen einen größtmöglichen Gestaltungsspielraum zu gewährleisten. Boden, Wasser und alle anderen lebenserhaltenden Ressourcen sollen für langfristige Nutzung bewirtschaftet und so bewahrt werden.
Die internationale Permakulturbewegung unterstützt und praktiziert den Aufbau von produktiven Strukturen und Systemen, die allen Menschen ein gesundes, selbstbestimmtes und friedliches Leben ermöglichen.
Vielfalt statt Einfalt

Sicherstellung regenerativer Stoffkreisläufe durch ökologische Vielfalt

Die Gestaltung und Bewahrung von Vielfalt ist ein zentrales Anliegen von Permakultur. Natürlich gewachsene Ökosysteme sind Vorbild. Kulturell geschaffene Systeme seien gesünder, produktiver und nachhaltiger, wenn sie ebenso vielfältig sind. Mischkulturen statt Monokulturen werden als Beispiel genannt.
Für ein permakulturelles Design sind vier Aspekte von Vielfalt bedeutsam:
- Artenvielfalt – die Anzahl unterschiedlicher Arten an Pflanzen und Tieren. Sie ist eine unerlässliche Bedingung zum Aufbau und Erhalt von Ökosystemen sowie für eine beständige Anpassungsfähigkeit an evolutionäre Veränderungen.
- Genetische Vielfalt – die Anzahl verschiedener Sorten und Arten an Pflanzen und Tieren. Sie ist wichtig für die Sicherstellung regional angepasster, gesunder und ausreichender Nahrung. Gentechnische Veränderungen und einseitige Hochzüchtung bestimmter Sorten gefährden nach Ansicht der Permakultur das menschliche Überleben, wenn andere Sorten dadurch nicht weiterhin genutzt werden und sukzessive verschwinden.
- Ökologische Vielfalt – Ökosysteme/Biotope mit ihren Wildpflanzen und Tierarten sowie die zahlreichen Nischen, die diese für sich nutzen. Diese unterschiedliche Nutzung vorhandener Ressourcen wiederum fördert und gewährleistet Artenvielfalt und genetische Vielfalt. Diese Nischenstrategie wird auf Permakultur-Systeme übertragen: So fressen etwa Schafe kurze Gräser, und Rinder längere: was die einen zurücklassen, fressen die anderen. Darum kann jemand mit einer Herde Kühe eine etwa ebenso große Anzahl Schafe halten, ohne die Weidefläche auszuweiten. Weizen und Bohnen oder Gerste und Linsen besetzen ebenfalls leicht unterschiedliche Nischen, und es ist bekannt, dass solche Mischkulturen einen deutlich höheren Gesamtertrag erzielen als eine Monokultur derselben Größe. Die gleichen Steigerungen durch unterschiedliche Nischen können bei einer durchdachten Kombination von fruchttragenden Bäumen und Sträuchern und Nutztieren erreicht werden.
- Kulturelle Vielfalt – insbesondere die unterschiedlichen Anbautechniken, Ver- und Entsorgungssysteme, Architektur und Siedlungsbau. Hier bedeutet Permakultur die genaue Beobachtung und Planung mit lokalen/regionalen Besonderheiten und die vorwiegende Nutzung vorhandener Ressourcen. Dieses Vorgehen führt zum Einsatz jeweils angepasster Technologien und setzt auf den Erhalt erfolgreicher gewachsener Strukturen.

Nachhaltige Optimierung statt kurzfristiger Maximierung

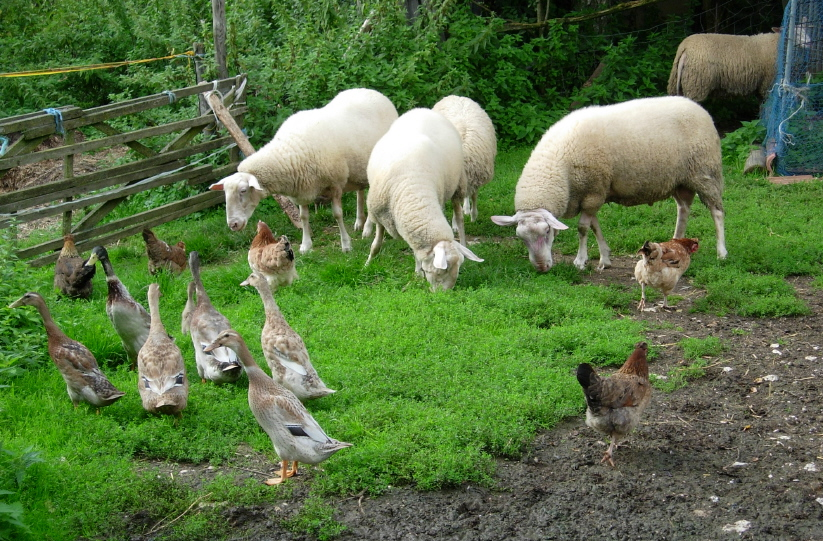
Vorbild für permakulturelle Gestaltung:
Nachhaltige effiziente kleinräumige Nutzung vorhandener Ressourcen durch Vielfalt und kooperative Nischen

Die oben erwähnte Übertragung der Nischenstrategie auf die Landwirtschaft veranschaulicht diesen Leitsatz. Anstatt die Weideflächen zu vergrößern oder Monokulturen anzubauen, um kurzfristig wirtschaftlich effizienter zu sein, ermöglicht ein Einsatz von Vielfalt (verschiedene Nutztiere, Mischkulturen, …), die Fläche langfristig bzw. nachhaltig effizient zu nutzen, das System klein zu halten und die Produktivität insgesamt zu erhöhen. Permakulturelle Ziele werden dadurch besser erreicht.
Eine nachhaltig effiziente Gestaltung nutzt die vorhandenen Ressourcen besser. Diesen Vorteil von nachhaltiger gegenüber kurzfristiger Effizienz zeigen uns die abfallfreien Nährstoffkreisläufe in der Natur. Pflanzen und Tiere produzieren keinen 'Abfall', weil sie Teil eines nachhaltigen Systems sind, das die Überreste des einen als Nahrung für die anderen wiederverwendet, zum Beispiel als Futter oder Dünger. Je höher also die Vielfalt in einem System, desto nachhaltig effizienter werden die vorhandenen Ressourcen genutzt. Ein rein auf kurzfristige Effizienz ausgelegtes System würde nur darauf achten, eine einzige Ressource bestmöglich zu nutzen, bis sie schließlich aufgebraucht ist; die anderen Ressourcen bleiben ungenutzt und verkümmern. Darum sind auf bloß kurzfristige Effizienz ausgelegte Systeme langfristig unproduktiver als nachhaltig effizient genutzte.
Das Foto zeigt, wie Laufenten, Hühner und Schafe ungestört ihre jeweiligen Bedürfnisse befriedigen. Gleichzeitig werden die vorhandenen Ressourcen nachhaltig effizient genutzt; was die einen nicht mögen, essen die anderen. Die unterschiedlichen Nischen ermöglichen eine Kooperation auf relativ kleinem Raum. Permakulturell gestaltete Systeme nutzen diese erfolgreiche ökologische Strategie zum Aufbau und Erhalt integrierter Lebensräume von Menschen, Tieren und Pflanzen.
Optimieren statt Maximieren

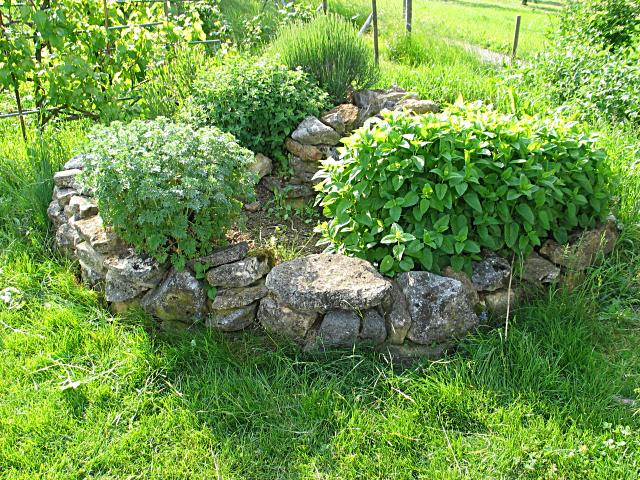
Optimieren statt Maximieren: Eine Kräuterspirale – ein dreidimensionales Beet – im Frühsommer

Das Verständnis von Ökosystemen und der Leitsatz nachhaltige Effizienz statt bloß kurzfristiger Effizienz führt unmittelbar zur Einsicht, selbst gestaltete Systeme vorrangig durch Optimierung klein zu halten, statt sie zu vergrößern, um die Erträge zu maximieren. Das wäre langfristig gesehen eine Energieverschwendung, denn je höher die genutzte Vielfalt und deren produktives Umsatzvermögen, desto weniger Energie muss in das System hineingesteckt werden. Nebenbei erhöht die Vielfalt die Ausfallsicherheit des Systems.
Aus diesem Grund wird bei einem permakulturellen Design mehr auf die Beziehungen zwischen den Elementen geachtet als nur auf die Elemente an sich. Außerdem sind kleine Systeme prinzipiell überschaubarer als große, denn wir Menschen haben ein begrenztes Auffassungsvermögen im Hinblick auf komplexe Vorgänge. Systemisches Denken erfordert komplexes Denken, was aber nicht kompliziert heißen muss, solange das System klein und die Menge der Elemente adäquat bleibt.
Ein Beispiel für intelligent genutzte Kleinräumigkeit (small scale design) ist die Kräuterspirale. Das Foto zeigt, wie durch die Nutzung verschiedener Dimensionen und Ebenen mit unterschiedlichem Bodenprofil die benötigte Anbaufläche klein gehalten werden kann. Insbesondere in dicht besiedelten Gebieten mit wenig verfügbarer Anbaufläche ist diese Strategie eine adäquate und hilfreiche Lösung.
Das Design größerer Systeme hingegen geschieht am besten in Form eines Mosaiks aus Subsystemen. Die Bildung von Subsystemen setzt in der Natur bei Erreichen einer kritischen Größe ein, dient dem Systemerhalt (Überleben) und kann als eine Strategie zur Optimierung (statt Maximierung) verstanden werden. So gibt es für alle Systeme eine optimale Größe, deren Überschreitung existenzgefährdende Nachteile mit sich bringen würde:
- kurz- oder langfristige Ineffizienz (Abnahme der Produktivität bzw. des Wirkungsgrades, Unternutzung von Ressourcen, negative Gesamtenergiebilanz)
- Erstarrung (Abnahme der Flexibilität, destruktive Eigendynamik, Kollaps)

Die optimale Größe betrifft sowohl das räumliche Ausmaß als auch die Wachstumsdynamik der Systemelemente: kurze Wege und dichte Kreisläufe sind kurz- oder langfristig effizienter als großräumige Strukturen; Vielfalt von Beziehungen (Multifunktionalität) und begrenztes Wachstum (Sättigung) der Elemente gewährleisten Flexibilität, Dauerhaftigkeit und Selbstregulation von Systemen.

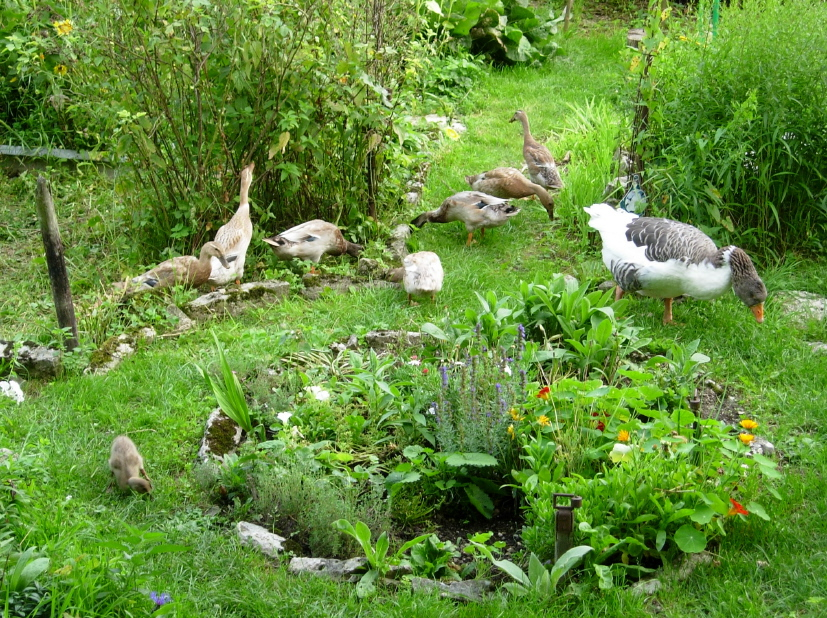
Leitsatz und permakulturelle Strategie: Kooperation von Mensch und Tier; Laufenten und Gänse als produktive Gartenhelfer

Kooperation statt Konkurrenz
Um z. B. einen Garten, der uns ernähren soll, mit möglichst geringem Energieaufwand lange produktiv zu halten, brauchen wir Strategien, mit denen wir ihn weitgehend sich selbst überlassen können. Dazu gehört auch die Nutzung kooperativer Strukturen, wie etwa eine biologische Schädlingsregulation. Mit hohem Energieaufwand hergestellte Pestizide vertreiben nicht nur die 'Schädlinge', sondern auch die 'Nützlinge', die uns viel Arbeit abnehmen können. Sobald nämlich die 'Schädlinge' wieder einwandern, fehlen die 'Nützlinge', weil sie lange keine Nahrung fanden. Nun wird der Schaden erst richtig groß, weil die Population der 'Schädlinge' außer Kontrolle gerät, was den neuerlichen Energieaufwand verstärkt.
Solche selbst verursachten destruktiven Rückkopplungen entwickeln die oben erwähnte Eigendynamik und gefährden das System bis hin zum Kollaps. Statt also mit verschwenderischem Einsatz von Pestiziden zu versuchen, mit den 'Schädlingen' zu konkurrieren, hilft die Nutzung kooperativer Selbstregulation, die Produktivität mit minimalem Aufwand zu sichern.
Das Foto zeigt, wie Laufenten und Gänse den gärtnernden Menschen als kooperative Gartenhelfer zur Seite stehen. Die Laufenten erledigen so manches Schneckenproblem und halten gemeinsam mit den Gänsen das Gras auf den Wegen kurz. Dadurch hat der Mensch energie- und kostensparende Vorteile: weniger Pflegeaufwand bei gleichzeitiger Erhöhung des Gesamtertrages. Auf den Einsatz von Pestiziden und/oder Herbiziden kann durch eine geschickt gewählte Pflanzen- und Tierkombination verzichtet werden. Bei einem hohen Anspruch an Selbstversorgung hat diese Strategie einen entsprechend hohen Stellenwert.

## Gestaltungsprozess
Die von Mollison und Holmgren entwickelte Gestaltung mit Hilfe von Mustern weist Parallelen zum 1977 von Christopher Alexander vorgestellten Prinzip der Pattern Language auf. Ein vollständiger Gestaltungsprozess umfasst einen sich permanent wiederholenden Kreislauf aus Beobachten, Planen und Experimentieren mit dem Ziel einer sukzessiven Optimierung.
Planungshilfen
- Planung nach Zustandsunterschieden: Beobachtung und Analyse eines Ortes nach gegensätzlichen qualitativen Merkmalen (warm – kalt, feucht – trocken, ruhig – belebt, sonnig – schattig, …) mit dem Ziel, die gegebenen Bedingungen besser beurteilen und in die Planung einbeziehen zu können. In den gemäßigten Klimaten ist dieses Planungsinstrument nur vollständig, wenn sich die Analyse über alle Jahreszeiten erstreckt.
- Planning for Real: Der gesamte Gestaltungsprozess wird von Beginn für alle Betroffenen bzw. Interessierten geöffnet. Es können alle erdenklichen Datenerhebungsmethoden zum Einsatz kommen (Interview, Open Space, Papiercomputer, Rollenspiele, …).
- Data Overlay: Übereinanderlegen mehrerer transparenter Folien, die jeweils besondere, für sich variable Planungselemente enthalten (Wasserkreislauf, Anbauflächen, Wohnraum, Spiel- und Erholungsareale, …), um sich vor der Umsetzung einen optischen Gesamteindruck von der späteren Umsetzung machen zu können.
- Flussdiagramme: Graphische Verdeutlichung von Ressourcenflüssen (Energien, Stoffe, Informationen), um systemimmanente Dynamiken (Rückkopplungen etc.) zu verstehen.
- Zonierung und Sektorierung: Gestaltung durch eine Verknüpfung von räumlich und zeitlich gegebenen Einflüssen (Sektoren) und selbst gestaltbaren Elementen (Zonen).

Gestaltungsprinzipien nach Mollison
Aus der Beobachtung von Ökosystemen leitete Bill Mollison folgende Gestaltungsgrundsätze ab:
| 1.  | Multiple Elements    | – | Jede Funktion des Systems wird von mehreren Elementen erzeugt.                           |
| 2.  | Multiple Functions   | – | Jedes Element des Systems hat mehrere Funktionen.                                        |
| 3.  | Zones                | – | Anordnung der einzelnen Systembereiche nach Nutzungsintensität.                          |
| 4.  | Natural Succession   | – | Berücksichtigung der natürlichen Entwicklung eines Elementes bzw. des Systems.           |
| 5.  | Optimize Edges       | – | Optimierung der Randzonen als besonders aktive Bereiche des Systems.                     |
| 6.  | Relative Location    | – | Der relative Aufenthaltsort (Nische) eines Elements innerhalb des Systems.               |
| 7.  | Elevational Planning | – | Systementwicklung durch aufeinander aufbauende Elemente.                                 |
| 8.  | Energy Recycling     | – | Wiederverwendung von Energien und Stoffen innerhalb des Systems.                         |
| 9.  | Natural Ressources   | – | Nutzung der natürlichen Ressourcen eines Systems.                                        |
| 10. | Sectors              | – | Identifizierung und Nutzung der von außen auf das System wirkenden Einflüsse (Sektoren). |
| 11. | Patterns             | – | Verwendung von Entwurfsmustern zur Strukturierung des Systems.                           |
| 12. | Diversity            | – | Schaffung einer großen Vielfalt von Elementen innerhalb des Systems.                     |

Erweiterte Gestaltungsprinzipien nach Holmgren
In seinem 2002 erschienenen Buch Permaculture. Principles and Pathways Beyond Sustainability, das 2016 in deutscher Übersetzung erschien (Permakultur: Gestaltungsprinzipien für zukunftsfähige Lebensweisen), geht David Holmgren insbesondere auf die kommenden Herausforderungen in Bezug auf die Energiesicherheit künftiger Generationen ein. Rund 25 Jahre nach Bill Mollisons Permaculture One sieht er in der Anwendung von Permakultur ein hilfreiches Instrumentarium für einen sanften und gleichzeitig produktiven Übergang von einer destruktiven High-Energy-Industriegesellschaft hin zu einer nachhaltigen und lebensfreundlichen Low-Energy-Kultur.
Holmgren definiert folgende 12 Gestaltungsprinzipien:
| 1.  | Observe and Interact                      | – | Sorgfältige Beobachtung systemischer Abläufe und durchdachte Interaktion mit den Systemelementen. |
| 2.  | Catch and Store Energy                    | – | Wiederentdeckung und adäquate Nutzung von Energieträgern, die für alle Kulturen ein (überlebens)wichtiger natürlicher Reichtum waren: Wasser, Bodenhumus, Saatgut und Bäume. Besonderes Augenmerk auf lokale und regionale Autonomie, um im Zeitalter einer Energiewende nicht 'von außen abhängig' zu sein. |
| 3.  | Obtain a Yield                            | – | Implementierung und Erhaltung ertragreicher Systeme wird Nachahmer inspirieren. Erfolgreiche Permakultursysteme werden sich ausbreiten (private und kommunale Selbstversorgung). |
| 4.  | Apply Self-regulation and Accept Feedback | – | Selbstregulationsprozesse (produktive Feedbackschleifen) in den Systemen erkennen und nutzen. Je weniger in Systeme eingegriffen werden muss, desto geringer ist die Wahrscheinlichkeit, störend einzugreifen und arbeitsintensive Folgeschäden zu verursachen.                                              |
| 5.  | Use and Value Renewable Resources         | – | Behutsame, aber produktive Nutzung von erneuerbaren Ressourcen (Sonne, Wind, Wasser, Biomasse). Gleichzeitig verminderter Input nicht-erneuerbarer Ressourcen. |
| 6.  | Produce No Waste                          | – | Abfallvermeidungs- und -verwertungskaskade: refuse, reduce, reuse, repair, recycle (dt. verzichten, vermindern, wiederverwenden, reparieren, recyceln). |
| 7.  | Design from Patterns to Details           | – | Erfolgreiche Gestaltung erfordert zunächst ein Verständnis der übergeordneten Muster in der Natur. Die geplanten und gewünschten Details eines Permakulturprojekts berücksichtigen diese Muster und richten sich nach ihnen (top-down thinking, bottom-up action).                                           |
| 8.  | Integrate Rather than Segregate           | – | Kooperation vielfältiger Elemente statt Eliminierung einzelner und Konkurrenz untereinander. |
| 9.  | Use Small and Slow Solutions              | – | Kleine und langsame Lösungsstrategien machen Systeme für Menschen leichter überschaubar und langfristig produktiver als große mit hohem Energie- und Zeitaufwand. |
| 10. | Use and Value Diversity                   | – | Die Vielfalt von Elementen in Systemen nutzen und bewahren. Dies erhöht die Ausfallsicherheit und ermöglicht wiederum langfristige Selbstorganisation. |
| 11. | Use Edges and Value the Marginal          | – | Den Reichtum und die Bedeutung von Randzonen (Übergänge von Systemen) erkennen und nutzen. |
| 12. | Creatively Use and Respond to Change      | – | Kreative Nutzung natürlicher Kreisläufe und Sukzessionsfolgen, um auf kommende Herausforderungen flexibel und adäquat antworten zu können. |

Erhaltung
Die Erhaltung eines permakulturell gestalteten Systems zielt auf eine Optimierung im Sinne einer langfristigen Produktivität. Die Erweiterungen bzw. Verfeinerungen der implementierten Gestaltungslösungen erfolgt durch kontinuierliche Beobachtung und Evaluation. Ziel ist eine bestmögliche Selbstregulation durch
- geringe und behutsame Eingriffe
- vorrangigen Einsatz von Low-Energy- und Low-Cost-Techniken

## Praktische Anwendung
Die oben beschriebenen Prinzipien treten in der praktischen Anwendung nicht als getrennte Phänomene auf, sondern sind auf vielfältige Art miteinander verknüpft. So bilden zum Beispiel die durch Zonierung optimierten Randzonen selbstorganisierende Muster aus, die wiederum mit anderen Elementen des Systems in nutzbringende Interaktion treten können. Im Folgenden sollen hier einige Designprinzipien erläutert werden, um die damit verbundenen Ideen zu verdeutlichen.
Zonierung

Permakultur Zonen 0–5

Eine der oben beschriebenen Möglichkeiten, mit Permakultur zu planen, ist die Zonierung. Sie dient unter anderem der Energieeffizienz, zum Beispiel der Optimierung von zurückzulegenden Wegen. Für eine Selbstversorger-Landwirtschaft könnte eine Zonierung zum Beispiel so aussehen:
| Zone 0   | – | Gilt als Wohn-Zone/Kernbereich, aber auch als Beschreibung des Nutzers eines permakulturellen Systems.                                                                      |
| Zone I   | – | Unmittelbare Nähe von Wohnbereichen. Hier werden Pflanzen angebaut, die täglich genutzt und intensiv gepflegt werden, Kräuter oder Feingemüse.                              |
| Zone II  | – | Gemüsegarten mit weniger intensiver Pflege und Nutzung, wie zum Beispiel Salate, Kohl- oder Wurzelgemüse.                                                                   |
| Zone III | – | Landwirtschaftliche Zone mit Getreide, Kartoffeln und all denjenigen Anbauprodukten, die weniger Pflege brauchen und jeweils in großen Mengen gleichzeitig geerntet werden. |
| Zone IV  | – | Wiesen, Obstbäume, Nussbäume. Diese Zone benötigt kaum Pflege. Die Ernte beschränkt sich auf einen bestimmten Zeitpunkt im Jahr.                                            |
| Zone V   | – | Wildnis / Urwald als Ruhezone für die Natur. Idealerweise finden hier keine Eingriffe des Menschen mehr statt.                                                              |

Dieses Zonensystem ist als Hilfsmittel anzusehen. Es handelt sich hierbei nicht um harte Grenzen. Auch die Zonierung als solche ist den Erfordernissen eines Systems frei anpassbar und folgt keinem starren Konzept. Üblicherweise werden jedoch, wie oben dargestellt, fünf Zonen verwendet, oft erweitert durch eine sogenannte Zone 0. Sie ist eher philosophischer Natur und ermöglicht es dem Betrachter einer solchen Zonierung, sich selbst zum Objekt seiner Betrachtungen zu machen.
Mit dem Konzept des Drei-Zonen-Gartens schlägt der Gartenbuchautor Markus Gastl eine Weiterentwicklung des Zonenmodells vor, um im gemäßigten Klima dem Aspekt des Artenschutzes stärker Rechnung zu tragen. Dabei werden Grünschnitt und andere organische Materialien aus einer mageren und artenreichen Zone als Dünger in eine Ertragszone verbracht. Eine dritte Zone aus Wildsträuchern dient u. a. als Puffer gegen äußere Einflüsse. Das Konzept ist ein Projekt der UN-Dekade Biologische Vielfalt.
Optimierung von Randzonen
Unter „Randzone“ versteht man den Übergangsbereich zwischen verschiedenen Elementen eines Systems. Sie sind die Bereiche von Wechselwirkung (Beziehung und Austausch) zwischen den einzelnen Systemkomponenten. Durch das Aufeinandertreffen zweier unterschiedlicher Zustände kommt es im Bereich der Ränder zu zahlreichen Interaktionen. Je nach gewünschtem Effekt kann es sinnvoll sein, die Randzonen in einem System zu vergrößern oder zu verkleinern.
Der Übergang von einem Wald zur freien Landschaft (Waldrand) ist durch das Aufeinandertreffen zweier Ökosysteme eine besonders artenreiche und produktive Zone. Analog dazu könnte in einer Permakulturplanung z. B. eine Hecke oder ein Beetrand in geschwungenen Linien angelegt sein, um die Randzone gegenüber einer linearen Anordnung zu vergrößern.
Umgekehrt wird beim energieeffizienten Hausbau argumentiert: Durch die Verringerung von Randzonen, etwa der Außenwände, versucht man den Wärmeverlust an die Umgebung während der Heizperiode zu minimieren, da Vorsprünge, Erker und andere Anbauten wie Kühlrippen wirken.

## Beispiele für Permakultur-Systeme

### Aquakultur
In einem Fischteich zum Beispiel wird nicht nur eine Fischart aufgezogen, sondern mehrere Fischarten. Der Teich weist Zonen unterschiedlicher Tiefe und auch unterschiedlicher Bepflanzung auf. Die Raubfische werden nicht gefüttert, sondern ernähren sich von anderen Fischen. Diese finden aber für sich genügend günstige Nischen vor, sodass sie nicht aussterben. Das System reguliert sich als Ganzes weitgehend selbst. Der Mensch fischt „überschüssige“ Fische ab.
Gleichzeitig können essbare Pflanzen am Rand des Fischteichs angebaut werden. Weitere (und zum Teil dieselben) Pflanzen können ihrerseits den Pflegeaufwand des Teiches verringern (Reinigungspflanzen). Die Erhöhung der ökologischen Vielfalt sorgt für ein dynamisches Gleichgewicht, erhöht die Flexibilität und sichert kontinuierliche Erträge.

### Gründüngung, Mulch, Direktsaat
Der Boden einer Permakultur wird nicht gepflügt und nicht umgegraben, sondern mithilfe von Gründüngung aufgelockert und die Bodengare verbessert. Pflanzenteile von stickstoffsammelnden (siehe Knöllchenbakterien) Leguminosen wie Süßlupinen (deren Samen als eiweißreiches Nahrungs- oder Futtermittel dienen können), Klee oder Robinien (deren Äste zudem gutes Holz für Pflanzenstützen ergeben), Akazienzweige in Afrika sowie die krautigen Stängel von ausdauernden (beispielsweise von Topinambur) oder eiweißhaltigen Pflanzen (beispielsweise Beinwell) werden im Ganzen oder gehäckselt als stickstoffhaltiges aufdüngendes Mulchmaterial verwendet. Wege zwischen Beeten oder Ackerfurchen werden mit Klee besamt, der (vor der Samenbildung gemäht) gleich daneben mehrmals im Jahr als Mulch zur Verfügung steht. Wegen der Mulchnutzung kommen neue Methoden wie Direktsaat oder Mulchsaat zur Anwendung.

### Waldgarten

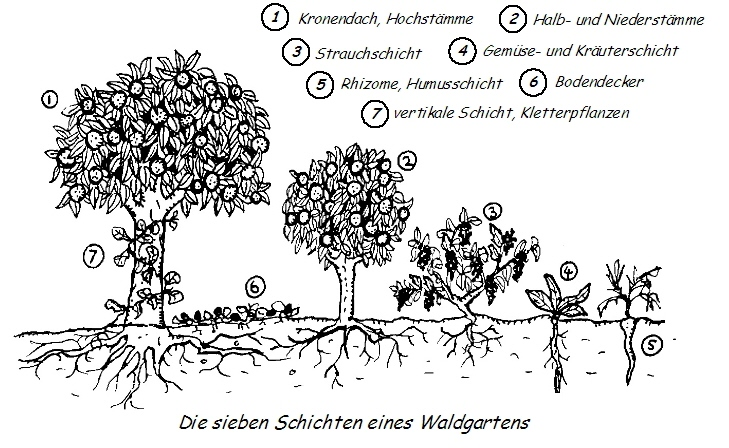
Nutzung mehrerer Schichten in einem Waldgarten

Waldgärten sind wahrscheinlich die älteste Landnutzungsform der Welt und eines der widerstandsfähigsten Agrarökosysteme. Die Grenzen zwischen dem Einfluss von Jägern und Sammlern auf Wälder und bewusst angelegten Waldgärten sind fließend: Bereits im frühen Mesolithikum steuerte die Haselnuss einen wichtigen Beitrag zur Ernährung der Menschen bei. Die enorm schnelle Ausbreitung von Haselnussbäumen in Europa im Mesolithikum wird mit der Wanderung von Menschen in Verbindung gebracht, die die Ausbreitung bewusst oder unbewusst unter anderem durch die Anlage von Haselnussvorräten beschleunigten. Aus germanischer Zeit ist überliefert, dass die „Frau Haselin“ nicht gefällt werden durfte.
Waldgärten sind in den Tropen noch immer weit verbreitet und unter verschiedenen Namen bekannt, wie zum Beispiel als home gardens im indischen Bundesstaat Kerala. Aufbau und Pflege von Waldgärten in gemäßigten Zonen Europas basieren auf einem Konzept des Engländers Robert Hart (1913–2000). In seinem eigenen Obstgarten in Wenlock Edge in der englischen Grafschaft Shropshire untersuchte er verschiedene Methoden der Pflanzenproduktion. Er entwickelte ein Modell, das die Pflanzenschichten eines Waldes nachahmte und das er darum „Waldgarten“ nannte. Seine Ergebnisse veröffentlichte er in den Büchern Forest Gardening (1986) und Beyond The Forest Garden (1998). Das Vorbild für diese Praxis war der britische Laubwald, den er in sieben Schichten analysierte von hohen Bäumen über Kletterpflanzen und Sträucher bis hin zu bodendeckenden Pflanzen und Wurzeln. Er fand heraus, dass diese Vielfalt an Vegetationsschichten unterschiedlicher Höhe eine optimale Lichtausbeute gewährleistet und hohe kontinuierliche Produktivität auf relativ kleinem Raum. Er kombinierte Obst, Nüsse, Kräuter, Salatpflanzen und Gemüse in einem sich selbst erhaltenden mehrjährigen System ohne externe Düngemittel im Einklang mit veganen Prinzipien. Hart war beeinflusst von der Philosophie Mahatma Gandhis, laut Patrick Whitefield versorgte er sich durch seinen 500 m² großen Waldgarten nahezu autark. In dem nachhaltigen Waldgartenkonzept sah Hart den idealen Weg, städtische Brachen umzuwandeln. Die Skizze zeigt, wie ein solches Ökosystem durch eine intelligente Auswahl an kooperierenden Pflanzengesellschaften unterschiedlicher essbarer Pflanzen kultiviert werden könnte: Walnuss- und Obstbäume in den hochgelegenen Schichten, darunter Beerensträucher und fruchttragende Büsche, und in Bodennähe unterschiedliche Kräuter bis hinab zu den Bodendeckern. In der Humusschicht lässt sich Gemüse anbauen.
Waldgärten sind Beispiele für Agroforstsysteme.

### Transition Towns
Transition Town bedeutet „Stadt im Übergang“ bzw. „Stadt im Wandel“.
Louise Rooney und Rob Hopkins transferierten 2004 die Permakulturidee, die bisher eher im ländlichen Raum Anwendung fand, in die Stadt. Bei ihren Überlegungen fließen zwei weitere Aspekte ein: der Klimawandel und das Erdölfördermaximum Peak Oil. Sie gehen davon aus, dass die Nutzung fossiler Energieträger wie Öl, Kohle und Gas zwar vielen Menschen einen hohen Lebensstandard ermöglicht, aber auch die meisten sozialen und ökologischen Probleme mitverursacht hat.

## Wirtschaftlichkeit
Die erste Studie zur Wirtschaftlichkeit von Permakultur führten zwei französische Wissenschaftler von INRA und AgroParisTech durch. Von 2011 bis 2015 beobachteten Sacha Guégan und François Léger eine Auswahl kultivierter Fläche von 1.000 Quadratmetern auf der Ferme biologique du Bec Hellouin in der Haute-Normandie, die seit 2008 nach dem Permakulturmodell von Mollison und Holmgren bewirtschaftet wird. Von jedem Beet sammelten sie Daten bezüglich der Arbeitszeit, der Arbeitsmittel und der Menge der geernteten Produkte mit dem Ergebnis, dass der Ertrag der untersuchten Beete drei bis viermal so hoch lag wie bei konventionellen Gemüse- und Obstbetrieben vergleichbarer Größe in der Region. Der Ertrag pro Pflanze war nicht größer, doch da viele unterschiedliche Pflanzen zusammen auf relativ kleinem Raum wachsen, sind sie robuster und weniger anfällig für Schädlinge. Auf der untersuchten Fläche stiegen die Einnahmen im dritten Jahr (2015) auf mehr als 55.000 Euro. Umsatzfördernd war, dass die Erzeugnisse nicht nur im hofeigenen Laden verkauft wurden, sondern auch an eine Reihe ausgezeichneter Restaurants. An der Studie wurde kritisiert, dass die Forscher nur den produktivsten Teil der zwanzig Hektar großen Farm, zu der auch Weiden und Wiesen gehören, untersucht hatten und keine Mengen-, sondern nur Umsatzangaben gemacht haben. Der Forschungsleiter, der Agronom François Léger, betonte jedoch: „Die Farm von Bec Hellouin hat gezeigt, dass man von einer kleinen Fläche ohne Mechanisierung und mit biointensiven Methoden nicht reich werden kann, doch man kann angemessen davon leben.“

## Ausbildung

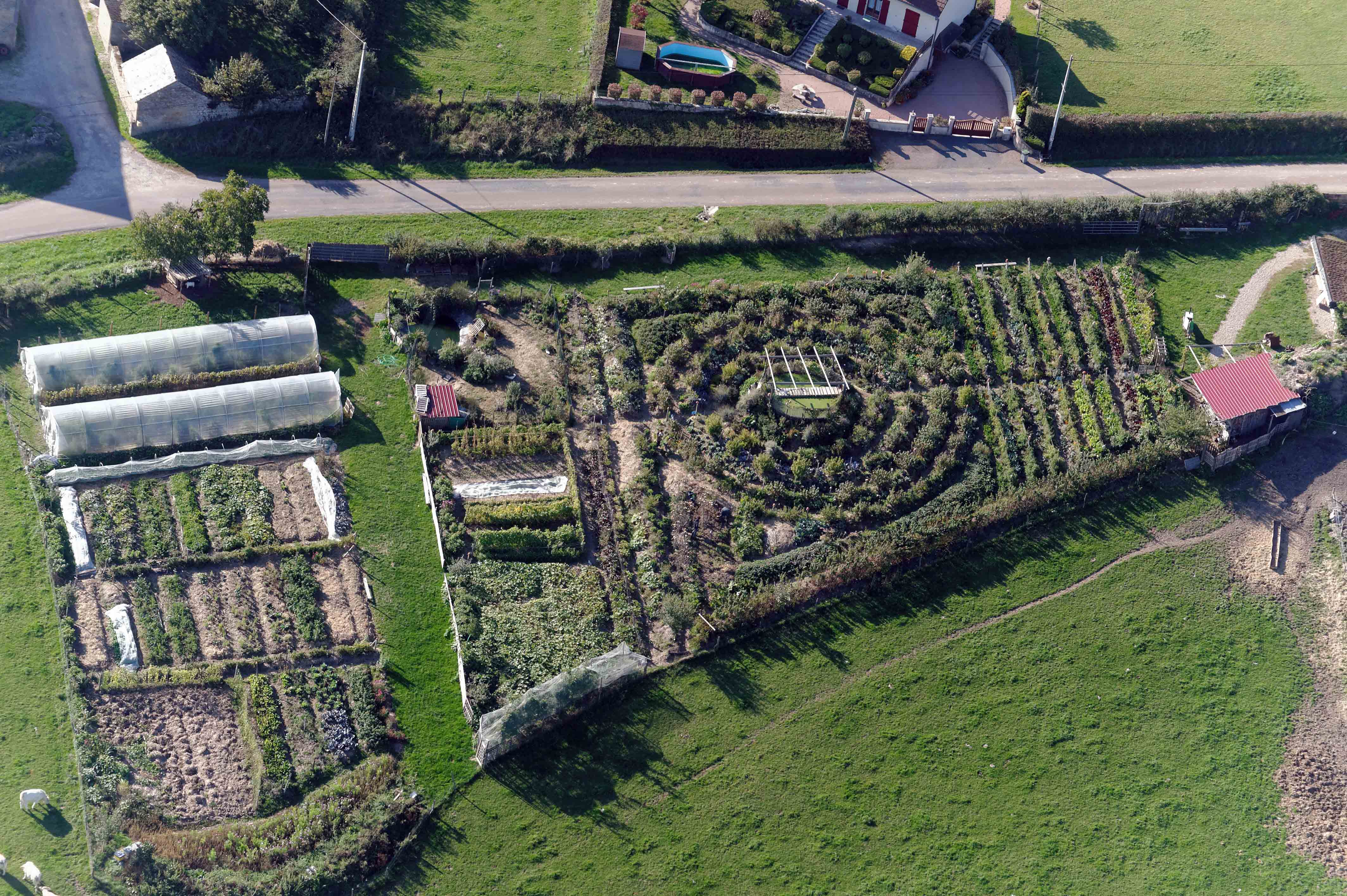
Pädagogischer Garten des Permakultur-Ökodorfs Alôsnys in der Bourgogne (2012)

Private Akademien, die sich durch Kursgebühren finanzieren, bieten Praxisworkshops und mehrjährige Lehrgänge an. Der Abschluss „Permakultur-Designer/in“ ist in Deutschland und Österreich jedoch kein staatlich anerkannter Ausbildungsberuf.
In Österreich können an der Universität für Bodenkultur Wien und der Hochschule für Agrar- und Umweltpädagogik seit 2004 weiterbildende Zertifikatslehrgänge in Permakultur absolviert werden.
Verschiedene deutsche Universitäten haben – oft auf Betreiben von Studierenden – Permakultur in den Lehrplan oder in Ringvorlesungen aufgenommen. Ein wissenschaftlich begleitetes Pilotprojekt ist „PermaKulturRaum“, das im Jahr 2011 einige Studenten der Georg-August-Universität Göttingen initiiert haben. Nach einführenden Seminaren in das Konzept von Mollison wurde es anschließend auf ungenutzten Arealen der Universität in die Praxis übertragen. Das Projekt war auf 20 Jahre angelegt. Ein Hauptziel war die Verminderung des ökologischen Fußabdrucks. Am Institut für Geoökologie der TU Braunschweig führen unter der Leitung von Boris Schröder Lehrveranstaltungen zusammen mit Praxiseminaren in die Grundlagen der Permakultur und die Planung komplexer Systeme ein.